# United Poultry Concerns

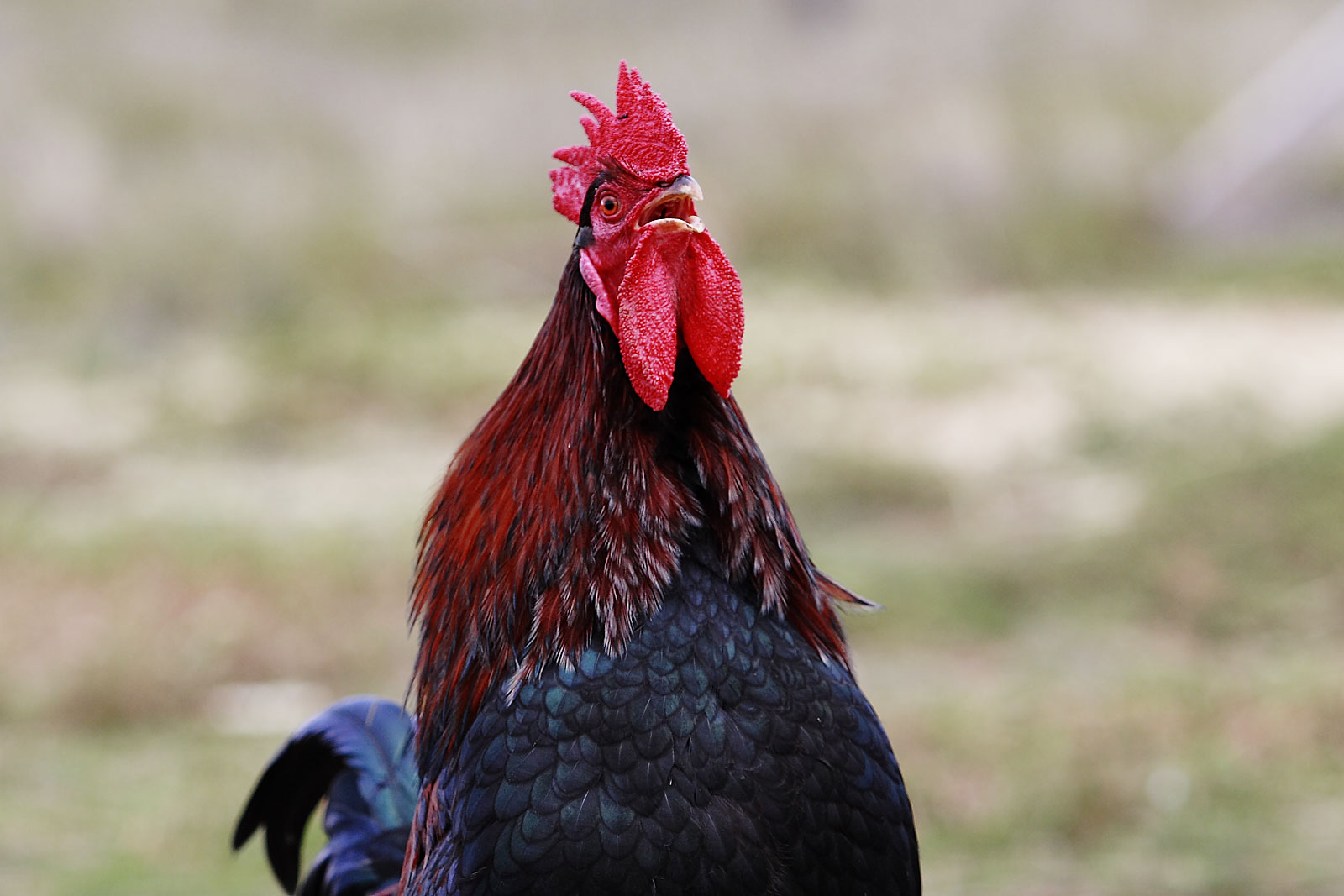
Krähender Hahn

United Poultry Concerns (UPC) ist eine US-amerikanische Tierschutzorganisation, die sich für eine artgerechte Haltung von Hausgeflügel wie Hühnern, Enten und Puten für die Nahrungsmittelproduktion sowie aus wissenschaftlichen Gründen, zu Unterhaltungszwecken und als Ziergeflügel engagiert. Die Organisation wurde von der Tierschutzrechtlerin und Autorin Karen Davis gegründet. 
Zu den selbsterklärten Zielen der United Poultry Concerns zählt es, die Öffentlichkeit darauf aufmerksam zu machen, wie Geflügel „von der Gesellschaft behandelt wird“. Nach Ansicht der UPC beeinflusst die Art und Weise, wie Geflügel gehalten wird, die Gesundheit der Menschen, ihre Ethik, ihre Arbeitssicherheit und die Umwelt. Ziel der UPC ist es, die Öffentlichkeit darüber aufzuklären und aktiv Alternativen aufzuzeigen. Zur Öffentlichkeitsarbeit der UPC gehören Schriftenreihen, die Veranstaltung von Konferenzen und die Bereitstellung von Informationsmaterial. Der Slogan der Organisation ist „Birds are friends, not food“ (Vögel sind Freunde, kein Essen) und „Turkeys are too neat to eat“ (Truthähne sind zum Essen zu nett).

## Veröffentlichungen der UPC-Gründerin Karin Davis
- Prisoned Chickens Poisoned Eggs: An Inside Look at the Modern Poultry Industry. Book Publishing Co., 1997.
- More than a Meal: The Turkey in History, Myth, Ritual, and Reality. Lantern Books, 2001.
- Instead of Chicken, Instead of Turkey.